# دايفيد ويلسون (سياسي)
دايفيد ويلسون (بالإنجليزية: David Wilson, Baron Wilson of Tillyorn)‏ (و. 1935  م) هو سياسي، ودبلوماسي بريطاني، هو عضوٌ في الجمعية الملكية لإدنبرة.

## مناصب
تولى منصب نائب عن الجمعية البرلمانية لمجلس أوروبا ‏ (23 يناير 2017–23 نوفمبر 2017)
- Lord High Commissioner to the General Assembly of the Church of Scotland [الإنجليزية]‏ (2010–2011)
- محافظ هونغ كونغ (9 أبريل 1987–9 يوليو 1992)
- محافظ هونغ كونغ (9 أبريل 1987–3 يوليو 1992)[6]
- President of the Legislative Council ‏
- عضو مجلس اللوردات  [لغات أخرى]‏

.

## التعليم
تعلم في كلية كيبل ‏، وتعلم في مدرسة الدراسات الشرقية والإفريقية، وتعلم في جامعة هونغ كونغ
.

## جوائز
حصل على جوائز منها:
- وسام الصليب الأكبر من رتبة القديسان ميخائيل وجرجس (1987)[7]
- شريك وسام القديس ميخائيل والقديس جورج  [لغات أخرى]‏ (1985)[7]
- الدكتوراة الفخرية من جامعة هونغ كونغ
- زمالة الجمعية الملكية لإدنبرة
- الدكتوراة الفخرية من الجامعة الصينية في هونغ كونغ